# Renzo Soldani
Renzo Soldani (2 de maio de 1925 – 2 de janeiro de 2013) foi um ciclista italiano. Ele ganhou a edição de 1950 do Giro di Lombardia.